# Carlos Robles
Carlos Robles (Viña del Mar, 1925. december 15. – 2018. szeptember 1.) chilei nemzetközi labdarúgó-játékvezető. Teljes neve: Juan Carlos Robles.

## Pályafutása

### Nemzeti játékvezetés
Az I. Liga játékvezetőjeként 1975-ben vonult vissza.

### Nemzetközi játékvezetés
A Chilei labdarúgó-szövetség Játékvezető Bizottsága (JB) terjesztette fel nemzetközi játékvezetőnek, a Nemzetközi Labdarúgó-szövetség (FIFA) 1955-től tartotta nyilván bírói keretében. A FIFA JB központi nyelvei közül a spanyolt beszélte. Több válogatott és nemzetközi klubmérkőzést vezetett, vagy működő társának partbíróként segített. Az aktív nemzetközi játékvezetéstől 1975-ben búcsúzott.

#### Labdarúgó-világbajnokság
A világbajnoki döntőhöz vezető úton Chilébe a VII., az 1962-es labdarúgó-világbajnokságra a FIFA JB bíróként alkalmazta. A FIFA JB elvárásának megfelelően, ha nem működik játékvezetőként, akkor valamelyik működő társának segített partbíróként. A világbajnokság egyik legjobb dél-amerikai játékvezetője volt. Selejtező mérkőzéseket a CONMEBOL zónában vezetett. Világbajnokságokon vezetett mérkőzéseinek száma: 1 + 2 (partbíró).

##### 1962-es labdarúgó-világbajnokság

###### Selejtező mérkőzés
| Időpont            | Helyszín                     | Mérkőzés típusa                         | Mérkőzés          | Eredmény | Nézők száma |
| ------------------ | ---------------------------- | --------------------------------------- | ----------------- | -------- | ----------- |
| 1960. december 4.  | Központi Stadion, Guayaquil  | előselejtező (1. csoport,- 1. mérkőzés) | Ecuador–Argentína | 3 : 6    |             |
| 1960. december 17. | Városi Stadion, Buenos Aires | előselejtező (1. csoport,- 2. mérkőzés) | Argentína–Ecuador | 5 : 0    |             |
| 1961. július 15.   | Nemzeti Stadion, La Paz      | előselejtező (2. csoport,- 1. mérkőzés) | Bolívia–Uruguay   | 1 : 1    |             |
| 1961. július 30.   | Nemzeti Stadion, Montevideo  | előselejtező (2. csoport,- 2. mérkőzés) | Uruguay–Bolívia   | 2 : 1    |             |

###### Világbajnoki mérkőzés
| Időpont         | Helyszín                       | Mérkőzés típusa              | Mérkőzés             | Eredmény | Nézők száma |
| --------------- | ------------------------------ | ---------------------------- | -------------------- | -------- | ----------- |
| 1962. június 7. | Carlos Dittborn Stadion, Arica | csoportmérkőzés (1. csoport) | Jugoszlávia–Kolumbia | 5 : 0    | 7 167       |

#### Copa América
Chile a 23., az 1955-ös Copa América, Argentína a 26., az 1959-es Copa América tornát rendezte. A 30., az 1975-ös Copa América tornának nem volt házigazdája.  A tornákon a CONMEBOL JB megbízásából bíróként tevékenykedett.

##### 1955-ös Copa América
| Időpont           | Helyszín                           | Mérkőzés típusa | Mérkőzés           | Eredmény | Nézők száma |
| ----------------- | ---------------------------------- | --------------- | ------------------ | -------- | ----------- |
| 1955. március 2.  | Nemzeti Stadion, Santiago de Chile | csoportmérkőzés | Argentína–Paraguay | 5 : 3    | 35 000      |
| 1955. március 9.  | Nemzeti Stadion, Santiago de Chile | csoportmérkőzés | Argentína–Ecuador  | 4 : 0    | 40 000      |
| 1955. március 13. | Nemzeti Stadion, Santiago de Chile | csoportmérkőzés | Peru–Ecuador       | 4 : 2    | 50 000      |
| 1955. március 18. | Nemzeti Stadion, Santiago de Chile | csoportmérkőzés | Paraguay–Ecuador   | 2 : 0    | 35 000      |
| 1955. március 27. | Nemzeti Stadion, Santiago de Chile | csoportmérkőzés | Argentína–Uruguay  | 6 : 1    | 35 000      |
| 1955. március 30. | Nemzeti Stadion, Santiago de Chile | csoportmérkőzés | Peru–Uruguay       | 2 : 1    | 65 000      |

##### 1959-es Copa América
| Időpont           | Helyszín                         | Mérkőzés típusa | Mérkőzés           | Eredmény | Nézők száma |
| ----------------- | -------------------------------- | --------------- | ------------------ | -------- | ----------- |
| 1959. március 10. | Monumental Stadion, Buenos Aires | csoportmérkőzés | Brazília–Peru      | 2 : 2    | 45 000      |
| 1959. március 11. | Monumental Stadion, Buenos Aires | csoportmérkőzés | Argentína–Bolívia  | 2 : 0    | 45 000      |
| 1959. március 14. | Monumental Stadion, Buenos Aires | csoportmérkőzés | Peru–Uruguay       | 5 : 3    | 40 000      |
| 1959. március 18. | Monumental Stadion, Buenos Aires | csoportmérkőzés | Uruguay–Paraguay   | 3 : 1    | 70 000      |
| 1959. március 22. | Monumental Stadion, Buenos Aires | csoportmérkőzés | Argentína–Paraguay | 3 : 1    | 50 000      |
| 1959. március 26. | Monumental Stadion, Buenos Aires | csoportmérkőzés | Brazília–Uruguay   | 3 : 1    | 70 000      |
| 1959. március 29. | Monumental Stadion, Buenos Aires | csoportmérkőzés | Brazília–Paraguay  | 4 : 1    | 40 000      |
| 1959. április 4.  | Monumental Stadion, Buenos Aires | csoportmérkőzés | Argentína–Brazília | 1 : 1    | 85 000      |

##### 1975-ös Copa América
| Időpont             | Helyszín                                  | Mérkőzés típusa | Mérkőzés           | Eredmény | Nézők száma |
| ------------------- | ----------------------------------------- | --------------- | ------------------ | -------- | ----------- |
| 1975. augusztus 7.  | Nemesio Camacho El Campín Stadion, Bogotá | csoportmérkőzés | Kolumbia–Ecuador   | 2 : 0    | 50 000      |
| 1975. augusztus 16. | Cor de León Stadion, Rosario              | csoportmérkőzés | Argentína–Brazília | 0 : 1    | 50 000      |

#### Nemzetközi kupamérkőzések
Vezetett kupadöntők száma: 5.

##### Interkontinentális kupa
| Időpont           | Helyszín                         | Mérkőzés típusa        | Mérkőzés                                    | Eredmény | Nézők száma |
| ----------------- | -------------------------------- | ---------------------- | ------------------------------------------- | -------- | ----------- |
| 1975. április 10. | Vicente Calderón Stadion, Madrid | döntő második mérkőzés | Atlético de Madrid–Independiente (argentin) | 2 : 0    | 65 000      |

##### Copa Libertadores
| Időpont            | Helyszín                             | Mérkőzés típusa        | Mérkőzés                    | Eredmény | Nézők száma |
| ------------------ | ------------------------------------ | ---------------------- | --------------------------- | -------- | ----------- |
| 1960. június 12.   | Centenario Stadion, Montevideo       | döntő első mérkőzés    | CA Peñarol–Olimpia Asunción | 1 : 0    | 44 690      |
| 1962. július 28.   | Centenario Stadion, Montevideo       | döntő első mérkőzés    | CA Peñarol–Santos FC        | 1 : 2    | 48 105      |
| 1962. augusztus 2. | Vila Belmiro Stadion, Santos         | döntő második mérkőzés | Santos FC–CA Peñarol        | 2 : 3    | 18 000      |
| 1970. május 21.    | Jorge Luis Hirschi Stadion, La Plata | döntő első mérkőzés    | Estudiantes–CA Peñarol      | 1 : 0    | 40 000      |

## Sportvezetőként
2002-ig a Játékvezető Bizottság elnöke volt. 2007-ben a  FIFA Strandfoci rendszerének egységesítésénél a játékvezetők egyik oktatója.

## Sikerei, díjai
- Az 1962-es chilei világbajnokságon mutatott játékvezetői teljesítményének elismeréseként a FIFA jelen lévő vezetője, Sir Stanley Rous (angol) Ezüst Síp elismerésben részesítette.
- 1984-ben a nemzetközi játékvezetés hírnevének erősítése, hazájában 10 éve a legmagasabb Ligában (osztályban) folyamatosan tevékenykedő, eredményes pályafutása elismeréseként, a FIFA JB felterjesztésére az 1965-ben alapított International Referee Special Award címmel és oklevéllel tüntette ki.

## Külső hivatkozások
- Carlos Robles. World Referee. [2012. július 26-i dátummal az eredetiből archiválva]. (Hozzáférés: 2012. szeptember 30.)
- Carlos Robles. footballzz.com. (Hozzáférés: 2012. szeptember 30.)
- Carlos Robles. footballdatabase.eu. (Hozzáférés: 2012. szeptember 30.)
- Carlos Robles. weltfussball.de. (Hozzáférés: 2012. szeptember 30.)

| Elődje: Charles Corver | Interkontinentális kupa döntő 1975 | Utódja: Luis Pestarino |